# Jan Kowalski (pilot)
Jan Kowalski (ur. 19 listopada 1916 w Mirczu, zm. 15 maja 2000 w Nottingham) – kapitan pilot Wojska Polskiego, kapitan (ang. Flight Lieutnant) Królewskich Sił Powietrznych.

## Życiorys
Ukończył Gimnazjum we Włodzimierzu Wołyńskim i w 1932 roku wstąpił do Szkoły Podoficerów Lotnictwa dla Małoletnich. Po jej ukończeniu został mechanikiem, w Eskadrze Szkolnej Pilotów dla Podoficerów w Radomiu-Sadkowie uzyskał specjalizację na pilota myśliwskiego. Następnie został skierowany do Lotniczej Szkoły Strzelania i Bombardowania w Grudziądzu na wyższy kurs pilotażu w specjalności myśliwskiej. Po jego ukończeniu został przydzielony do 112 eskadry myśliwskiej w Warszawie.
W 1937 roku został przeniesiony do Szkoły Podoficerów Lotnictwa dla Małoletnich w Bydgoszczy na stanowisko
instruktora pilotażu samolotów liniowych. Po wybuchu II wojny światowej wszedł w skład Rezerwowej Eskadry Rozpoznawczej Szkoły Podchorążych Lotnictwa w Dęblinie, latał na samolotach PZL.23 Karaś. 17 września przeleciał do Czerniowiec w Rumunii, 31 października dotarł do Marsylii. Otrzymał przydział do bazy lotniczej w Istres, następnie został przeniesiony do głównej bazy szkoleniowej Polskich Sił Powietrznych we Francji w Lyon-Bron. 4 marca 1940 roku trafił do Centrum Wyszkolenia w Rennes.
Po klęsce Francji przedostał się do Wielkiej Brytanii. Wstąpił do RAF, otrzymał numer służbowy 793450 (zmieniony później na P-1909). Po odbycia przeszkolenia na brytyjskich samolotach bojowych, 21 sierpnia został skierowany do dywizjonu 303. W tym dywizjonie walczył w czasie Bitwy o Anglię. 26 września 1940 roku zestrzelił Messerschmitta Bf 109. 27 września udało mu się uszkodzić Heinkla He 111.
22 stycznia 1941 skierowany do nowo tworzonego dywizjonu 315. 5 grudnia 1942 roku, po zakończeniu tury lotów bojowych, otrzymał przydział do 58 Operational Training Unit (OTU) na stanowisko instruktora. 13 lutego 1943 roku wszedł w skład Cyrku Skalskiego, w jego składzie wykonał 39 lotów bojowych w Afryce. Od 21 lipca do października 1943 służył w dywizjonie 316, następnie został przeniesiony do dowództwa 131 Skrzydła Myśliwskiego. 28 kwietnia 1944 roku został przydzielony do dywizjonu 317, 1 maja 1945 roku powrócił do bazy w Blackpool, 9 listopada został przydzielony do 131 Skrzydła Myśliwskiego. W lipcu 1946 roku odbył kurs Kierowników Ruchu Lotniczego i został kierownikiem ruchu lotniczego w Stacji RAF Swinderby. W 1948 został zdemobilizowany. Zajął się handlem. Zmarł 15 maja 2000 w Notthingham.

## Awanse
- sierżant
- podporucznik – czerwiec 1942
- porucznik – 1 czerwca 1943
- kapitan – 1 czerwca 1944

## Zwycięstwa powietrzne
Na liście Bajana sklasyfikowany został na 248. pozycji z 1 samolotem Luftwaffe zestrzelonym na pewno i jednym uszkodzonym.
zestrzelenia pewne:
- 1/8 Do-215[10] – 18 września 1940 (pilotował Hurricane'a P3089)
- Me 109 – 26 września 1940 (pilotował Hurricane'a P3089)

uszkodzenia:
- He 111 – 27 września 1940 (pilotował Hurricane'a P3089)

## Ordery i odznaczenia
- Srebrny Krzyż Orderu Virtuti Militari (nr 11062) (1 czerwca 1945),
- Krzyż Walecznych – trzykrotnie (1 lutego 1941, 19 lutego 1942, 20 grudnia 1943),
- Medal Lotniczy – trzykrotnie,
- Polowa Odznaka Pilota,
- brytyjski Zaszczytny Krzyż Lotniczy (10 kwietnia 1946).